# Karia Ba Mohamed
Ne doit pas être confondu avec Karia.
Karia Ba Mohamed (en arabe : قرية با محمد) est une ville du Maroc. Elle est située dans la région de Fès-Meknès.

### Sources
- (en) Karia Ba Mohamed sur le site de Falling Rain Genomics, Inc.